# Agylla petrola
Agylla petrola là một loài bướm đêm thuộc phân họ Arctiinae, họ Erebidae.